# غوط أبو ساق
غوط أبو ساق بلدة ليبية تتبع بلدية سوانئ بن آدم. وتنتمي لبلدات ورشفانة في ليبيا

## جغرافيا
تعتبر المنطقة شبه زراعية هذا ويمارس السكان مهنة الزراعة كزراعة الشعير والزيتون والقمح وبعض الفواكه كالتين والعنب والبرتقال
للمنطقة أهمية إستراتيجية حيت أنها تربط جميع مدن ورشفانة ببعضها وتؤدي لباقي مدن وقرى المنطقة

## تاريخ
تاريخيا، سكنت غوط ابوساق كانت غابات  قبل الفتح الإسلامي، فهي منطقة تابعة لسهل جفارة التي نزل فيها ماسينسا ملك نوميديا الجزائري أثناء حصاره لمدينة أويا طرابلس لإفتكاكها من قرطاج، منطقة غوط أبي ساق من مناطق ورشفانة، بعد هجرة  العرب لها لواتة، فسيطروا عليها واختلطوا مع من بها من السكان الأمازيغ، يذكر أن المنطقة مسكونة الآن بشكل رئيسي من عدة طبول من  ورشفانة منها اولاد تليس و اولاد امبارك و اولاد سعود و الميامين كما دلت على ذلك الوثائق والنصوص، وفي العصر العثماني كانت تابعة لجنزور، بعد الاستقلال وفي عهد نظام القذافي كانت المنطقة تابعة تابعه ل الجفاره الكبري كذلك مع السواني والآن تشكل غوط ابي ساق والسواني المركز والكريمية وجامع التوغار والرملة والنجيلة الغربية بلدية السواني و بلدية العامريه .و تعتبر تبع مناطق الجفاره الكبري التي معظمها مناطق ورشفانه

## مرافق
من يكثر في المنطقة المساجد إذ تحوي سبعة جوامع كما ويمارس أهلها التجارة بديلا عن الزراعة بعد ازدياد عدد السكان وتحوي البلدة 6 مدارس مابين إعدادية وثانوي
كما وتحتوي على ميدان مدرسة يوسف أبو حلالة لتعليم الفروسية وتعتبر من أشهر مدارس الفروسية في طرابلس الكبرى.